# Campionat de Catalunya de Segona Categoria
El Campionat de Catalunya de Segona Categoria fou la competició de segona divisió del campionat català de futbol, que donava accés a disputar la màxima categoria.

## Història
Tant la seva denominació com el seu format de competició van anar variant al llarg dels anys. Així, els primers anys els clubs de segona categoria disputaven el Campionat de Júniors i els de primera categoria el Campionat de Sèniors, tot i que els canvis de categoria eren per invitació. La temporada 1912-13 aquesta categoria s'anomena Segona Lliga. La següent temporada la categoria rep la denominació de Segona Categoria. Amb la reestructuració de la temporada 1917-18 va passar a anomenar-se Campionat de Catalunya B (o Primera B), passant a ser disputada per 6 clubs en format de lliga. El campió jugava una promoció enfront del darrer classificat de la Primera A, per tal d'assolir l'ascens. La temporada 1928-29, en canvi, va passar a anomenar-se Segona Categoria Preferent i fou disputada per 12 clubs repartits en tres grups de quatre. En acabar la competició els cinc millors de segona i els tres pitjors de primera disputaven una lliga de promoció per determinar els tres clubs que jugarien amb els grans la temporada següent. Aquest sistema es mantingué més o menys estable (variaven el nombre de grups de la segona categoria) fins a l'any 1934-35 en què es tornà al nom de Primera B, disputada per 18 equips en 3 grups. I a partir de l'any següent, fins a la seva desaparició el 1940 fou sempre disputada per 8 equips amb la mateixa denominació de Primera B.

## Historial
| Temporada         | Denominació                | Campió                                      |
| ----------------- | -------------------------- | ------------------------------------------- |
| 1906-1907 Detalls | Campionat de Júniors       | F.C. Espanya                                |
| 1907-1908 Detalls | Campionat de Júniors       | Salut S.C.                                  |
| 1908-1909 Detalls | Campionat de Júniors       | F.C. Central                                |
| 1909-1910 Detalls | Campionat de Júniors       | F.C. Numància                               |
| 1910-1911 Detalls | Campionat de Júniors       | F.C. Numància                               |
| 1911-1912 Detalls | Campionat de Júniors       | F.C. Internacional                          |
| 1912-1913 Detalls | Segona Lliga               | F.C. Internacional (FCCF) F.C. T.B.H. (FAC) |
| 1913-1914 Detalls | Segona Categoria           | C.E. Sabadell                               |
| 1914-1915 Detalls | Segona Categoria           | F.C. Athletic de Sabadell                   |
| 1915-1916 Detalls | Segona Categoria           | F.C. Terrassa                               |
| 1916-1917 Detalls | Segona Categoria           | Alfons XIII de Palma                        |
| 1917-1918 Detalls | Primera Categoria B        | Centre d'Sports de Sants (Nota)             |
| 1918-1919 Detalls | Primera Categoria B        | C.E. Europa                                 |
| 1919-1920 Detalls | Primera Categoria B        | L'Avenç del Sport                           |
| 1920-1921 Detalls | Primera Categoria B        | L'Avenç del Sport                           |
| 1921-1922 Detalls | Primera Categoria B        | F.C. Espanya                                |
| 1922-1923 Detalls | Primera Categoria B        | F.C. Martinenc                              |
| 1923-1924 Detalls | Primera Categoria B        | F.C. Terrassa                               |
| 1924-1925 Detalls | Primera Categoria B        | C.E. Júpiter                                |
| 1925-1926 Detalls | Primera Categoria B        | F.C. Badalona                               |
| 1926-1927 Detalls | Primera Categoria B        | C. Gimnàstic de Tarragona                   |
| 1927-1928 Detalls | Primera Categoria B        | C.E. Júpiter                                |
| 1928-1929 Detalls | Segona Categoria Preferent | C.E. Júpiter                                |
| 1929-1930 Detalls | Segona Categoria Preferent | C.E. Sabadell F.C.                          |
| 1930-1931 Detalls | Segona Categoria Preferent | F.C. Martinenc                              |
| 1931-1932 Detalls | Segona Categoria Preferent | U.E. Sants                                  |
| 1932-1933 Detalls | Segona Categoria Preferent | Granollers S.C.                             |
| 1933-1934 Detalls | Segona Categoria Preferent | U.E. Sants                                  |
| 1934-1935 Detalls | Primera Categoria B        | Granollers S.C.                             |
| 1935-1936 Detalls | Primera Categoria B        | Granollers S.C.                             |
| 1936-1937 Detalls | Primera Categoria B        | F.C. Martinenc                              |
| 1937-1938 Detalls | Primera Categoria B        | U.E. Sants                                  |
| 1938-1939         | -                          | No es disputà                               |
| 1939-1940 Detalls | Primera Categoria B        | U.E. Sant Andreu                            |